# Eubazus corrugatus
Eubazus corrugatus är en stekelart som först beskrevs av Henry J. Reinhard 1867.  Eubazus corrugatus ingår i släktet Eubazus och familjen bracksteklar. Inga underarter finns listade i Catalogue of Life.